# Gilbert Wawoe
Gilbert Regulo Wawoe (Willemstad, 30 maart, 1937) is een Curaçaos-Nederlands scheikundige en bestuurder. Hij is bekend om zijn inzet voor Antilliaanse belangen en tegen racisme.

## Biografie
Gilbert Wawoe slaagde in 1955 voor zijn HBS-B aan het Radulphus College op Curaçao en ging vervolgens met een studiebeurs naar de Technische Universiteit Delft, waar hij met lof afstudeerde als scheikundig ingenieur. Vervolgens begon hij in 1965 een langdurige carrière bij Shell. Hij klom op in de organisatie en werkte in Venezuela, het Verenigd Koninkrijk, Europa en Azië.
Van 1994 tot 2007 was hij lid van de Raad van State als de vertegenwoordiger voor Antilliaanse zaken en adviseerde hij de Nederlandse en de Antilliaanse regering. Sindsdien is hij voorzitter van het Samenwerkingsprogramma Onderwijs en Jongeren Nederlandse Antillen Nederland. Hij was voorzitter van het Landelijk Bureau ter Bestrijding van Rassendiscriminatie, lid van het Comité Aanbeveling Nationaal Monument Slavernijverleden en actief voor fondsen ten behoeve van de Antillen, zoals het Oranje Fonds, Kansfond, stichting Kinderpostzegels en stichting Sluyterman van Loo. Verder publiceert hij artikelen en heeft hij meegeschreven aan boeken, zoals Caraibische cadens; Liber amicorum uit 1995 en Breekbare banden; Feiten en visies over Aruba, Bonaire en Curaçao na de Vrede van Munster 1648 - 1998 uit 1998.
Gilbert Wawoe was getrouwd met beeldend kunstenaar Brigitte Wawoe-Ziegler (1939-2025).